# Franz Bernreiter
Franz Bernreiter (* 13. Februar 1954 in Bärnzell) ist ein früherer deutscher Biathlet und derzeit Biathlontrainer.
Franz Bernreiter von WSV Rabenstein ist einer der erfolgreichsten bundesdeutschen Biathleten der ersten Hälfte der 1980er Jahre. Er nahm an den Olympischen Winterspielen 1980 von Lake Placid teil und gewann dort gemeinsam mit Hans Estner, Peter Angerer und Gerhard Winkler in der bundesdeutschen Staffel als Startläufer hinter den Teams aus der UdSSR und der DDR die Bronzemedaille. Bei den Biathlon-Weltmeisterschaften 1981 in Lahti konnte Bernreiter gemeinsam mit Angerer, Andreas Schweiger und Fritz Fischer als Schlussläufer der Staffel der BRD die Silbermedaille hinter der DDR-Staffel und vor der Mannschaft aus der Sowjetunion gewinnen. 1984 gewann er den deutschen Meistertitel über 20 Kilometer. Nach seiner aktiven Karriere wurde Bernreiter Trainer und betreute nicht wenige namhafte deutsche Biathleten. Seit Mitte der 2000er Jahre gehört er zum Nationaltrainerstab Deutschlands und ist für den C-Kader der Männer verantwortlich. Er war unter anderem Mannschaftsführer der deutschen Biathleten und Skilangläufer bei den Junioren-Weltmeisterschaften 2009 in Canmore.